# Powiat wołomiński

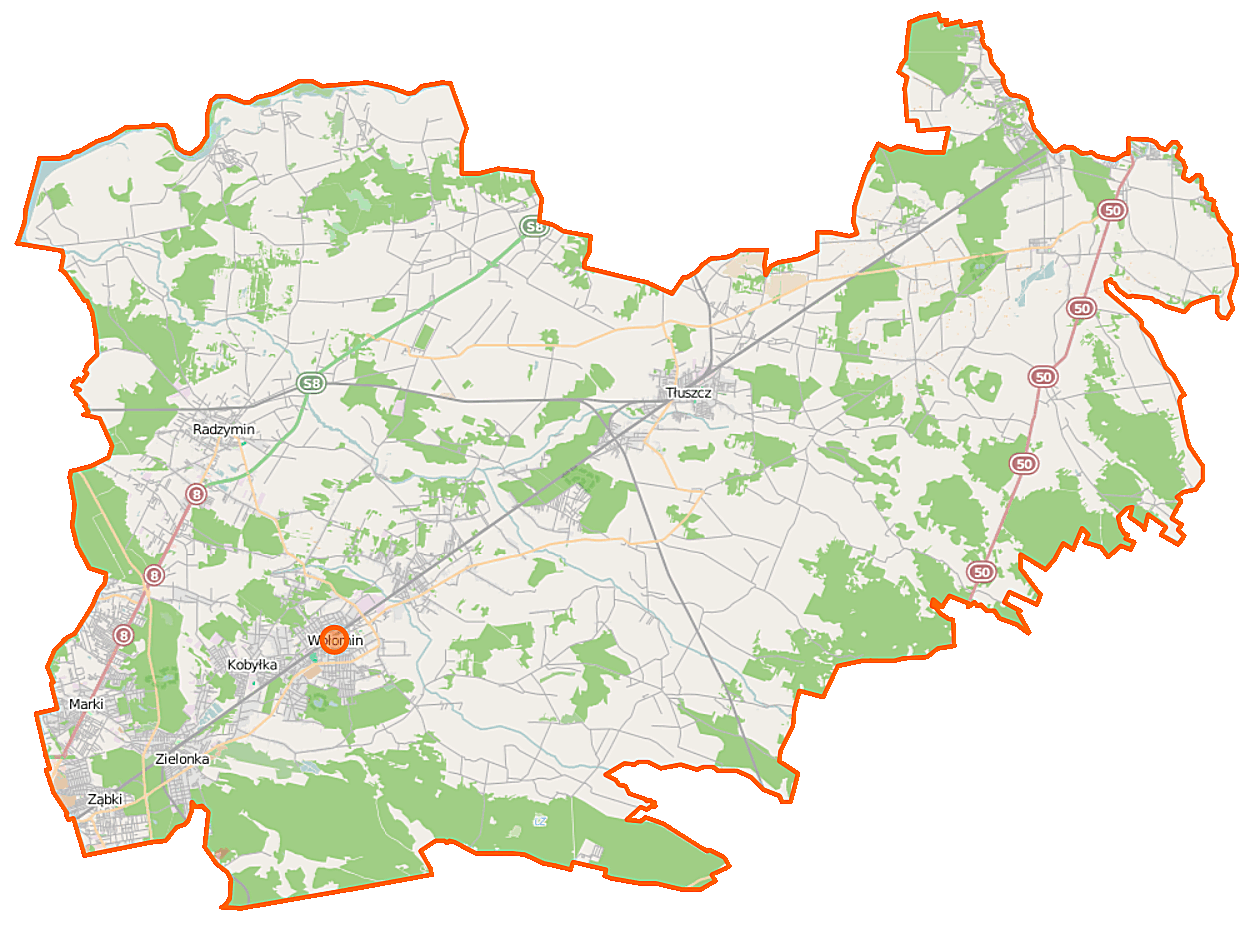
Mapa powiatu

Powiat wołomiński – powiat w Polsce, leżący w centralnej części województwa mazowieckiego, na północny wschód od Warszawy. Został utworzony w 1999 roku w ramach reformy administracyjnej. Jego siedzibą jest miasto Wołomin.
Według danych z 31 grudnia 2019 roku powiat zamieszkiwało 249 299 osób. Natomiast według danych z 30 czerwca 2020 roku powiat zamieszkiwało 251 276 osób.

## Podział administracyjny
W skład powiatu wchodzą:
- gminy miejskie: Kobyłka, Marki, Ząbki, Zielonka
- gminy miejsko-wiejskie: Jadów, Radzymin, Tłuszcz, Wołomin
- gminy wiejskie: Dąbrówka, Klembów, Poświętne, Strachówka
- miasta: Kobyłka, Jadów, Marki, Radzymin, Tłuszcz, Wołomin, Ząbki, Zielonka

## Władza
VII kadencja 2024–2029:
- starosta: Arkadiusz Werelich
- wicestarosta: Katarzyna Pazio
- członkowie zarządu: Marta Rajchert, Robert Roguski i Tomasz Kalata.

## Rada powiatu
VII kadencja 2024–2029:
- przewodniczący: Magdalena Suchenek
- wiceprzewodniczący: Olga Radwan, Karina Jaźwińska
- członkowie rady: Paweł Banaszek, Anna Bieniek, Piotr Borczyński, Paweł Dąbrowski, Radosław Dec, Izabella Dziewiątkowska, Karina Jaźwińska, Sławomir Klocek, Adam Lubiak, Jarosław Łossan, Jolanta Madziar, Ewa Michalak, Adrian Mlonek, Adam Pietrzak, Kazimierz Rakowski, Ewa Rosa, Monika Rypczyńska, Grzegorz Siwek, Robert Szydlik, Łukasz Uściński, Cezary Wnuk, Piotr Wyszyński.

## Historia

### 1952–1954
Powiat wołomiński powstał 1 lipca 1952 roku, nominalnie w związku z przeniesieniem siedziby rady narodowej powiatu radzymińskiego z Radzymina do Wołomina i przemianowaniem jednostki na powiat wołomiński. W rzeczywistości powiat wołomiński złożył się z części zniesionych powiatów radzymińskiego i warszawskiego. W skład powiatu weszły:
- Ze zniesionego powiatu radzymińskiego:
  - miasto Radzymin, zwiększone o zniesioną gromadę Aleksandrów z gminy Radzymin; równocześnie od Radzymina odłączono: 
    - enklawę Za Łosiem o powierzchni 104 i 3,9 ha, którą włączono do gromady Łosie w gminie Radzymin (w powiecie wołomińskim),
    - enklawę Pod Arciechowem o powierzchni 11 ha, którą włączono do gromady Arciechów w gminie Radzymin (w powiecie wołomińskim),
    - enklawę Pod Dąbkowizną o powierzchni 38,4 h i półenklawę Łąki, które włączono do gromady Beniaminów (dotychczas w gminie Radzymin w powiecie warszawskim), a którą równocześnie włączono do gminy Nieporęt (dotychczas w powiecie warszawskim), która weszła w skład nowo utworzonego powiatu nowodworskiego;

  - miasto Wołomin, zwiększone o zniesioną gromadę Nowa Wieś i osiedle Lipiny-Kąty z gmina Ręczaje (dotychczas w powiecie radzymińskim) oraz o część gromady Sosnówka na wschód od osi ulicy Koziej z gminy Kobyłka (dotychczas w powiecie warszawskim);
  - gmina Dąbrówka;
  - gmina Jadów;
  - gmina Kamieńczyk, oprócz gromady Łazy, którą włączono do gminy Łochów w powiecie węgrowskim oraz oprócz  gromady Skuszew, którą włączono do miasta Wyszkowa w powiecie pułtuskim;
  - gmina Klembów;
  - gmina Kobyłka, którą podzielono:
    - 13 z 16 jednostek pozostały przy gminie Kobyłka (gromady Antolek, Czarna, Grabicz, Jędrzejek, Kobylak, Kobyłka, Maciołki, Mareta, Mironowe Górki, Nadarzyn, Ossów, Piotrówek, Ulasek i Sosnówka oprócz części położonej na wschód od osi ulicy Koziej, którą  włączono do miasta Wołomina),
    - 3 z 16 jednostek (gromady Kobylak, Turów i Zosinek) włączono do gminy Zielonka (dotychczas w powiecie warszawskim), którą równocześnie włączono do powiatu wołomińskiego;

  - gmina Międzyleś, oprócz gromad Papiernia i Retków, które włączono do gminy Stanisławów w powiecie mińskim;
  - gmina Radzymin, którą podzielono:
    - 19 z 24 jednostek pozostało przy gminie Radzymin i przez to weszło w skład powiatu wołomińskiego (gromady Arciechów[11], Borki, Cegielnia, Ciemne, Dybów, Helenów, Janków Nowy, Łosie[12], Mokre, Ruda, Rżyska, Sieraków, Słupno, Teodorów, Wiktorów, Załubice Nowe, Załubice Stare, Zawady i Zwierzyniec),
    - 1 z 24 jednostek (gromada Nadma) weszła w skład nowej gminy Pustelnik w powiecie wołomińskim,
    - 1 z 24 jednostek (gromadę Aleksandrów) zniesiono i włączono do miasta Radzymina, które weszło w skład powiatu wołomińskiego;
    - 3 z 24 jednostek (gromady Beniaminów[13], Rynia i Wólka Radzymińska) włączono do gminy Nieporęt w powiecie warszawskim, którą równocześnie włączono do nowo utworzonego powiatu nowodworskiego,

  - gmina Ręczaje, oprócz gromady Nowa Wieś i osiedla Lipiny-Kąty, które włączono do miasta Wołomina;
  - gmina Strachówka, którą podzielono:
    - 11 z 22 jednostek pozostało przy gminie Strachówka i przez to weszło w skład powiatu wołomińskiego (gromady Jadwisin, Józefów, Księżyki, Młynisko, Piaski, Rozalin, Równe, Ruda-Czernik, Strachówka, Wujówka i Zofinin),
    - 7 z 22 jednostek (gromady Adampol, Jaczewek, Marysin, Modecin, Radoszyna, Wiktoria i Zakrzew) włączono do gminy Borze w powiecie węgrowskim; 6 z nich (oprócz Zakrzewa) weszło dwa miesiące później w skład nowej gminy Trawy[14],
    - 4 z 22 jednostek (gromady Drop, Ruda-Pniewnik, Rynia i Wólka Kobylańska) włączono do gminy Rudzienko w powiecie mińskim;

  - gmina Tłuszcz;
  - gmina Zabrodzie,
- Ze zniesionego powiatu warszawskiego:
  - miasto Rembertów, które zwiększono o odkrojony w 1939 roku obszar poligonu o powierzchni 101 ha z gminy Sulejówek (z gromady Wola Grzybowska) w powiecie warszawskim;
  - gmina Zielonka, którą jednocześnie zwiększono o gromady Kobylak, Turów i Zosinek z gminy Kobyłka oraz o gromadę Siwki z gminy Marki;
  - gmina Marki, którą podzielono:
    - 3 z 8 jednostek pozostały przy gminie Marki (gromady Brzeziny, Grodzisk i Marki),
    - 2 z 8 jednostek utworzyły nową gminę Ząbki (gromady Drewnica i Ząbki),
    - 2 z 8 jednostek weszły w skład nowej gminy Pustelnik w powiecie wołomińskim (gromady Pustelnik i Struga),
    - 1 z 8 jednostek włączono do gminy Zielonka (gromada Siwki);

  - gmina Okuniew, którą podzielono:
    - 7 z 21 jednostek pozostało przy gminie Okuniew (gromady Budziska, Kamionek, Michałów, Okuniew, Ostrowik, Trzcinka i Zabraniec) i przez to weszło w skład powiatu wołomińskiego,
    - 13 z 21 jednostek weszło w skład nowo utworzonej gminy Halinów (gromady Cisie, Desno, Długa Kościelna, Grabina, Halinów, Hipolitów, Józefin, Kazimierów, Konik Nowy, Konik Stary, Królewskie Bagno, Krzewina i Żwirówka), która weszła w skład nowo utworzonego powiatu miejsko-uzdrowiskowego Otwock,
    - 1 z 21 jednostek włączono do gminy Sulejówek (gromada Długa Szlachecka), która weszła w skład nowo utworzonego powiatu miejsko-uzdrowiskowego Otwock;

  - część gminy Nieporęt (gromady Augustów, Augustówek, Kąty Grodziskie, Kobiałka, Olesin i Wojdy-Mańki), które weszły w skład nowej gminy Pustelnik w powiecie wołomińskim.

Po zmianach tych powiat wołomiński obejmował:
- 5 miast – Radzymin, Rembertów i Wołomin;
- 16 gmin wiejskich – Dąbrówka, Jadów, Kamieńczyk, Klembów, Kobyłka, Marki, Międzyleś, Okuniew, Pustelnik, Radzymin, Ręczaje, Strachówka, Tłuszcz,  Zabrodzie, Ząbki i Zielonka.

5 października 1954, w przeddzień reformy administracyjnej  kraju, wprowadzono kilka zmian granic powiatu:
- od powiatu wołomińskiego odłączono gromady Kaliska i Pogorzelec (z gminy Kamieńczyk) i włączono je do powiatu węgrowskiego,
- do powiatu wołomińskiego z powiatu pułtuskiego włączono miejscowości Kółko i Suwiec (z miasta Wyszkowa),
- do powiatu wołomińskiego z powiatu mińskiego włączono gromady Krubki-Górki, Małków i Zawiesiuchy([17]) (z gminy Dębe Wielkie).

### 1954–1972
Jesienią 1954 w Polsce zniesiono gminy zbiorowe, a w ich miejsce utworzono gromady (w nawiasach podano okres funkcjonowania). W powiecie wołomińskim utworzono następujące 39 gromad: Czarna (1954-61), Dąbrówka (1954-72), Duczki (1954-68), Guzowatka (1954-59), Jadów (1954-72), Józefów (1954-61), Kamieńczyk (1954-72), Kąty Grodziskie (1954-72), Kąty-Miąski (1954-61), Klembów (1954-72), Kobyłka (1954-56), Krusze (1954-72), Lipka (1954-61), Lucynów Mały (1954-61), Marki (1954-56), Miąse (1954-61), Międzyleś (1954-72), Mokrawieś (1954-61), Myszadła (1954-61), Okuniew (1954-72), Ossów (1954-68), Płatków (1954-61), Postoliska (1954-72), Poświętne (1954-72), Pustelnik (1954-56), Radzymin (1954-72), Ręczaje Nowe / Nowe Ręczaje (1954-72), Słopsk (1954-59), Strachówka (1954-72), Struga (1954-59), Sulejów (1954-72), Tłuszcz (1954-56), Trzcinka (1954-59), Urle (1954-72), Wola Rasztowska (1954-59), Zabrodzie (1954-72), Załubice Stare (1954-61), Ząbki (1954-55) i  Zielonka (1954-55).
Z czasem liczba gromad stopniowo malała (vide powyżej); powstały także nowe gromady Kuligów (1961-72), Obrąb (1961-72), Ostrówek (1961-72) i  Wołomin (1969-72).
1 stycznia 1956 z powiatu wołomińskiego wyłączono i włączono do nowo utworzonego powiatu wyszkowskiego w tymże województwie:
- gromadę Kamieńczyk (Kamieńczyk, Kółko, Świniotop, Suwiec i lasy państwowe Nadleśnictwa Tłuszcz),
- gromadę Lucynów Mały (Deskurów, Fidest, Lucynów Mały, Lucynów Duży, Ślubów i Tumanek).

1 stycznia 1956 gromadom Ząbki i Zielonka nadano status osiedla.
29 lutego 1956 do powiatu wołomińskiego (do gromady Radzymin) przyłączono wieś Załącze (z Łąkami) z powiatu nowodworskiego (z gromady Nieporęt).
1 stycznia 1957 utworzono trzy osiedla: Kobyłka (z gromady Kobyłka), Marki (z gromad Marki i Pustelnik) i Tłuszcz (z gromady Tłuszcz).
1 kwietnia 1957 zniesiono miasto Rembertów, włączając je do Warszawy, oprócz terenów po wschodniej stronie linii kolejowej nr 449, które włączono do osiedla Zielonka.
1 stycznia 1958 do miasta Wołomina włączono osadę Helenówek z gromady Ossów.
31 grudnia 1959 do osiedla Marki włączono miejscowość Struga ze znoszonej gromady Struga.
31 grudnia 1960 osiedlu Zielonka nadano status miasta.
31 grudnia 1961 dokonano następujących zmian:
- od powiatu wołomińskiego (od gromady Kąty-Miąski) odłączono wieś Kąty-Borucza, włączając ją do powiatu mińskiego (do gromady Dobre);
- od powiatu wołomińskiego (z miasta Zielonka) odłączono obszar o powierzchni 270 ha, włączając go do powiatu otwockiego (do osiedla Sulejówek);
- od powiatu wołomińskiego (z miasta Zielonka) odłączono obszar o powierzchni 330 ha, włączając go do powiatu otwockiego (do osiedla Wesoła);
- do miasta Wołomina włączono wieś Mironowe Górki z gromady Czarna w powiecie wołomińskim.

1 stycznia 1967 osiedlom Marki, Tłuszcz i Ząbki nadano status miasta.
1 stycznia 1969 od powiatu wołomińskiego odłączono część wsi Arciechów o powierzchni 16,24 ha (z gromady Kuligów), włączając ją do powiatu nowodworskiego (do gromady Serock); do powiatu wołomińskiego (do gromady Kuligów) włączono natomiast część powiatu nowodworskiego (wieś Popielarze z gromady Serock).

### 1973–1975
1 stycznia 1973 zniesiono gromady, a w ich miejsce ponownie wprowadzono gminy zbiorowe. W przygotowaniach do reformy zmieniono granice powiatu:
- do powiatu nowodworskiego włączono: Augustów, Augustówek, Brzeziny, Grodzisk (z Lewandowem), Kąty Grodziskie, Kobiałka, Mańki-Wojdy i Olesin (weszły tam w skład gminy Nieporęt),
- do powiatu mińskiego włączono: Budziska, Kamionek, Michałów, Okuniew i Zagórze (weszły tam w skład gminy Halinów).

Po zmianach tych powiat wołomiński podzielono na:
- 7 miast – Kobyłka, Marki, Radzymin, Tłuszcz, Wołomin, Ząbki i Zielonka;
- 9 gmin wiejskich – Dąbrówka, Jadów, Klembów, Poświętne, Radzymin, Strachówka, Tłuszcz, Wołomin i Zabrodzie[36].

9 grudnia 1973 do powiatu wołomińskiego (do gminy Strachówka) włączono sołectwa Szamocin, Marysin i Wiktoria z powiatu węgrowskiego (z gminy Korytnica). Tego samego dnia z miasta Kobyłka wyłączono obszar przyległy do ulicy Koziej, włączając go do miasta Wołomina.
W wyniku reformy administracji państwowej z 1 czerwca 1975 roku wszystkie powiaty uległy likwidacji. Obszar powiatu wołomiński wszedł w skład trzech województw: warszawskiego, ostrołęckiego i siedleckiego.

### 1999–
Powiat wołomiński, o znacznie zmienionym obszarze, przywrócono w województwie mazowieckim w wyniku reformy 1999. Gmina Zabrodzie, do 1975 w powiecie wołomińskim, znalazła się w reaktywowanym powiecie wyszkowskim.
1 stycznia 2005 do miasta Wołomina włączono sołctwo Cięciwa (część obszaru ewidencyjnego Ostrowik o powierzchni 201,797 ha) z gminy Poświętne.
1 stycznia 2009 zmieniono granice miasta Tłuszcz, przez włączenie do niego części wsi Postoliska o nazwie Zakrzewie (10,14 ha) z gminy Tłuszcz.
1 stycznia 2014 od powiatu wołomińskiego (z gminy Radzymin) odłączono obszaru obrębu ewidencyjnego Łąki o powierzchni 41,00 ha, włączając go do powiatu legionowskiego (do gminy Nieporęt).
1 stycznia 2023 status miasta przywrócono Jadowowi, przez co gmina Jadów zmieniła status z wiejskiego na miejsko-wiejski.

## Demografia

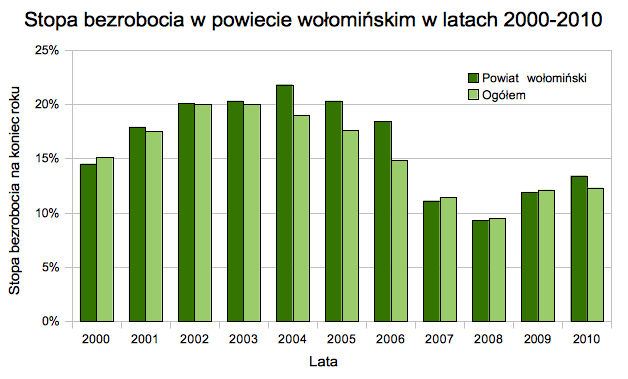
Stopa bezrobocia w powiecie wołomińskim w latach 2000–2010 na tle Polski

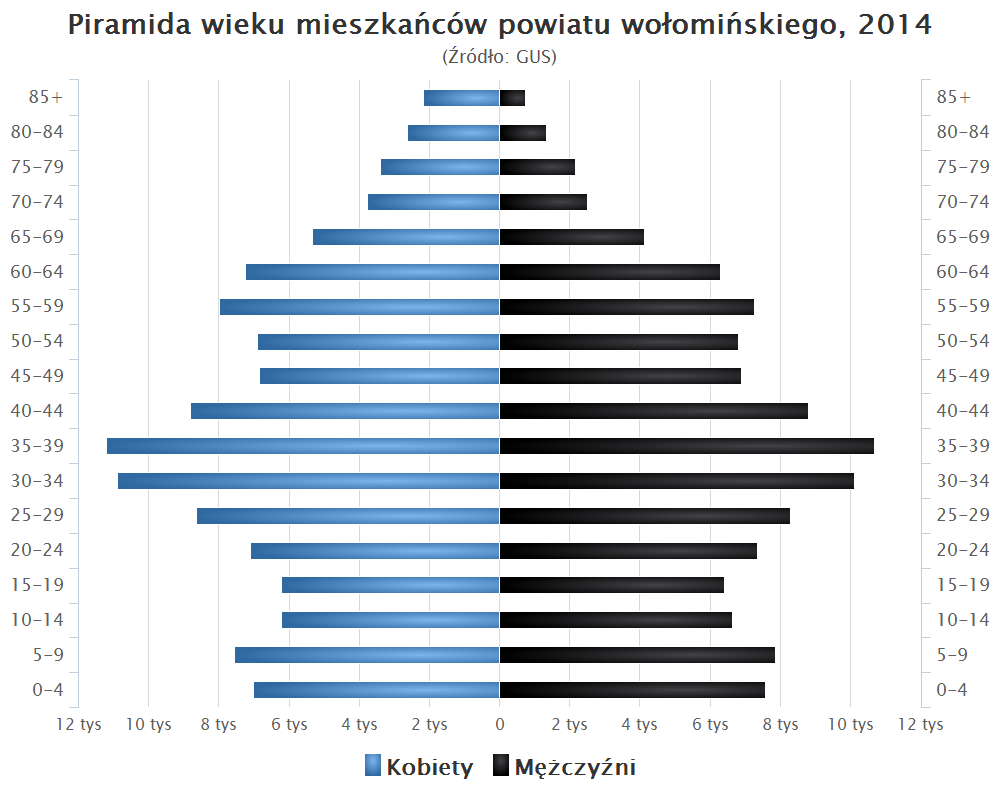
Piramida wieku mieszkańców powiatu wołomińskiego w 2014 roku

Liczba ludności (dane z 30 czerwca 2006):
|        | Ogółem  | Ogółem | Kobiety | Kobiety | Mężczyźni | Mężczyźni |
| osób   | %       | osób   | %       | osób    | %         |           |
| ------ | ------- | ------ | ------- | ------- | --------- | --------- |
| Ogółem | 202 444 | 100    | 104 551 | 51,64   | 97 893    | 48,36     |
| Miasto | 134 733 | 66,55  | 70 616  | 34,88   | 64 117    | 31,67     |
| Wieś   | 67 711  | 33,45  | 33 935  | 16,76   | 33 776    | 16,68     |

▶Wieś vs ▶miasto
Ogółem (▶k, ▶m)
Miasto (▶k, ▶m)
Wieś (▶k, ▶m)

## Zabytki architektury
- Dwór w Jadowie – Obecny zespół dworski zachowuje wygląd z czasów jego gruntownej przebudowy po 1860 roku przez rodzinę Kotarbińskich ówczesnych właścicieli majątku. Władali nim do 1945 roku, kiedy przejęto go na skarb państwa i zamieniono na gospodarstwo rybackie.
- Dwór „Zosia” w Czarnej został zbudowany w drugiej połowie XVIII wieku dla Tomasza de Tylii, podstolego ziemi warszawskiej. Jest to budowla parterowa, drewniana, o konstrukcji zrębowej. Nowi właściciele dokonali renowacji krajobrazowego parku założonego w pierwszej połowie XIX wieku.
- “Dom nad Łąkami” wzniesiony na przełomie XIX i XX wieku w Wołominie. Przetrwał obie Wojny Światowe i od 1992 roku znajduje się w nim siedziba Muzeum im. Zofii i Wacław Nałkowskich w Wołominie.
- Dwór w Chrzęsnem – Zbudowany w 1635 roku dla w stylu renesansowym z pewnymi cechami barokowymi dla Stefana Grzybowskiego, kasztelana lubelskiego, starosty warszawskiego. Na piętrze stropy belkowe oraz rokokowe kominki z piaskowca z połowy XVIII wieku. Obok dworu budynek administracyjny, spichlerz oraz resztki parku.
- Pałac w Woli Rasztowskiej – Położony blisko szosy Radzymin – Jadów, otoczony resztkami parku krajobrazowego z pierwszej połowy XIX wieku. Został zbudowany około 1680 roku. Jest to budowla barokowa. Obecnie w pałacu znajduje się miejscowa szkoła podstawowa.
- Pałac w Markach to rezydencja rodziny Briggsów, właścicieli wielkiej fabryki przędzalniczej. Zbudowany w latach 1883–1890 według projektu Antoniego Beilla.
- Kościół pw. Świętej Trójcy w Kobyłce – zbudowany w roku 1742 w stylu późnego baroku przez architekta włoskiego Guido Antonio Longhiego z fundacji biskupa Marcina Załuskiego. Przekształcony i rozbudowany w 1763 roku dla jezuitów przez innego włoskiego architekta, Jakuba Fontanę. Posiada bogate wyposażenie rokokowe. W 1999 roku w niszach fasady kościoła od strony wschodniej odrestaurowano freski przedstawiające drogę krzyżową.

## Ochrona przyrody
Na terenie powiatu wołomińskiego położone są w całości lub częściowo rezerwaty przyrody:
1. Bagno Jacka
2. Dębina
3. Grabicz
4. Horowe Bagno
5. Mosty Kalińskie
6. Śliże[48]

## Logo powiatu wołomińskiego
Nowe logo powiatu, którego autorem jest Jarosław Łossan, wybrane w lipcu 2008 r., składa się z:
- 12 zielonych czworokątów, które symbolizują 12 gmin powiatu wołomińskiego
- 11 żółtych czworokątów, symbolizujących obszary współpracy, takie jak np. turystyka, edukacja, kultura[49].

Kolory użyte w logo oznaczają:
- zielony – urodzaj, zdrowie, wzrost, bogactwo
- żółty – szczęście, nadzieja, mądrość, energia
- szary – to kolor neutralny, stanowi kontrast dla każdej innej barwy[potrzebny przypis].

## Sąsiednie powiaty
- Warszawa (miasto na prawach powiatu)
- powiat legionowski
- powiat wyszkowski
- powiat węgrowski
- powiat miński